# Christopher Allport
Christopher Allport, właśc. Alexander Wise Allport Jr. (ur. 17 czerwca 1947 w Bostonie, zm. 25 stycznia 2008 w Wrightwood) – amerykański aktor telewizyjny i filmowy. Występował m.in. w serialach Bez śladu, Felicity, Siódme niebo, Ostry dyżur, M*A*S*H.

## Śmierć
Allport był jednym z trzech ludzi zabitych przez lawinę w pobliżu kurortu Mountain High w Wrightwood (Kalifornia). Pozostałymi pechowcami byli Michael McKay i Darin Coffey.

## Filmografia

### Filmy
- 2008 Garden Party jako Davey
- 2006 Pójdę twoim śladem jako doktor Leroy
- 2000 Jack Frost 2: Zemsta zmutowanego zabójczego bałwana jako Sam Tiler
- 2000 Gdzie jest Kelly? jako Wade Johnson
- 1998 Jack Frost jako Sam
- 1996 Zamiatacz jako Grubb
- 1993 Dancing Queen jako Union Officer
- 1993 Wiadomość z Wietnamu jako Ralph Johnson
- 1988 David – historia prawdziwa jako Terry
- 1987 Śmiertelne oszustwo jako por. McMasters
- 1986 Najeźdźcy z Marsa jako kapitan Curtis
- 1986 Wiadomości o jedenasatej jako Gene Silas
- 1986 Spiker jako Newt Steinbech
- 1985 Żyć i umrzeć w Los Angeles jako Max Waxman
- 1983 Special Bulletin jako Steven Levitt
- 1983 Circle of Power jako Jack Nilsson
- 1983 Kto pokocha moje dzieci? jako Kenneth Handy
- 1981 Martwy i pogrzebany jako George LeMoyne / 'Freddie', fotograf
- 1980 Miasto w strachu jako Kenny Reiger
- 1980 Pogłoska o wojnie jako Van Cott
- 1979 And Baby Makes Six jako Jeff Winston
- 1979 Savage Weekend jako Nicky
- 1978 And I Alone Survived jako Craig Elder
- 1977 Lincoln Conspiracy, The jako Michael O’Laughlin
- 1974 Człowiek na huśtawce jako Richie Tom Keating

### Seriale
- 2007 Mad Men jako Andrew Campbell
- 2006–2008 Shark jako Larry Davis
- 2006–2008 Bracia i siostry jako Gubernator Michael Bryant
- 2005−2006 Pani prezydent jako sekretarz Francji
- 2003 Agenci NCIS jako kapitan policji Dan Karzin
- 2002–2003 For the people jako Dean Cassidy
- 2002–2003 CSI: Kryminalne zagadki Miami jako Deke Conroy
- 2002–2003 Bez śladu jako Herman Jarvis
- 2000−2002 Invisible Man, The jako Lawrence Odets
- 1999–2005 Potyczki Amy jako Stan Wharton
- 1998–2002 Felicity jako Dominick Webb
- 1997–2004 Kancelaria adwokacka jako Yates
- 1996−1999 Gliniarz z dżungli jako Gerald Spalding
- 1996−1999 Kameleon jako por. kom. Chris Nashton
- 1996−1999 Więzy krwi jako pan Dugan
- 1996−1999 Siódme niebo jako pan Miller
- 1995–2005 JAG – Wojskowe Biuro Śledcze jako sędzia Haden
- 1994–2000 Ich pięcioro jako Warner Cole
- 1994–2000 Ostry dyżur gościnnie
- 1993 Queen jako urzędnik
- 1993 Diagnoza morderstwo jako Peter Murray
- 1993 Z archiwum X jako agent Jack Willis
- 1993 Nowojorscy gliniarze jako dr Olsen
- 1992–1996 Gdzie diabeł mówi dobranoc jako Michael Elyse
- 1991–1999 Jedwabne pończoszki jako dr Robbin Anthony
- 1990–2000 Beverly Hills, 90210 jako Maury
- 1989–1993 Doogie Howser, lekarz medycyny gościnnie
- 1988–1991 China Beach jako Elliot Endocott
- 1988–1991 Midnight Caller gościnnie
- 1988–1991 Gorączka nocy jako D.A. Hutton
- 1987–1992 Gliniarz i prokurator gościnnie
- 1985–1995 Matlock jako Nick Underwood
- 1985–1989 Strefa mroku jako Richard Jordan
- 1984−1996 Napisała: Morderstwo jako Donald Granger
- 1984−1996 Detektyw Hunter jako Jack Prewitt
- 1984−1996 Crazy Like a Fox gościnnie
- 1983 Bare Essence jako Charles
- 1983 Yellow Rose, The jako Ben Gilmore
- 1982–1988 Cagney i Lacey jako Charles Stephens
- 1982–1988 St. Elsewhere jako pan Kent
- 1981–1989 Dynastia jako Jesse Atkinson
- 1980 Chisholms, The jako Franz
- 1979 Mrs. Columbo jako mężczyzna przy telefonie
- 1979 Knots Landing jako Martin
- 1979 Trapper John, M.D. jako Max Dobson
- 1974–1976 Harru O jako Wayne Hadley
- 1973–1980 Barnaby Jones jako Jeff McKnight
- 1964–1999 Inny świat jako Tim McGowa